# Classique de Padoue
La Classique de Padoue (Classica Città di Padova en italien) est une course cycliste féminine Italienne sur route. Créée en 2008, elle fait partie du calendrier de l'Union cycliste internationale en catégorie 1.1. La course se dispute sur une distance d'environ 120 kilomètres.

## Palmarès
| Année | Première              | Deuxième             | Troisième            |
| ----- | --------------------- | -------------------- | -------------------- |
| 2008  | Annalisa Cucinotta    | Rasa Leleivytė       | Vania Rossi          |
| 2009  | Monia Baccaille       | Kirsty Broun         | Alessandra D'Ettorre |
| 2010  | Noemi Cantele         | Valentina Scandolara | Alison Testroete     |
| 2011  | Pas organisée         | Pas organisée        | Pas organisée        |
| 2012  | Carmen Small-McNellis | Simona Frapporti     | Monia Baccaille      |
| 2013  | Giorgia Bronzini      | Trixi Worrack        | Marta Tagliaferro    |